# Michael Niemann
Michael Niemann (* 19. Januar 1963) ist ein ehemaliger deutscher Basketballspieler.

## Werdegang
Niemann war Jugend-Nationalspieler der Deutschen Demokratischen Republik (DDR). Er wurde mit der HSG TU Magdeburg 1988 DDR-Basketballmeister. Nach dem in Magdeburg durchlaufenen Medizinstudium war er Truppenarzt bei der Nationalen Volksarmee, hernach in einer orthopädischen Klinik in Magdeburg sowie von 1995 bis 2011 als Arzt in Schönebeck tätig. Niemann zog 2011 nach Zürich und ließ sich dort als Orthopäde mit eigener Praxis nieder.
Im Altherrenbereich nahm er als Basketballspieler an mehreren Europa- und Weltmeisterschaften teil.